# Harangozó Gyula (zenész)
Harangozó Gyula (Szombathely, 1966. július 24. –) zenész, zeneszerző, basszusgitáros.

## Pályafutása
Már az iskolás évei előtt nagybátyja, Harangozó Dezső kezdte tanítani zongorázni, orgonálni. 1974-ben a szombathelyi Bartók Béla Zeneiskola furulya szakán kezdett, de később, 10 évesen áttért a gitárra. A basszusgitár kezelését autodidakta módon sajátította el, később Dandó Péter (zenetanár, jazz basszusgitáros, a Rock Színház zenekarának tagja, Zorán egykori basszusgitárosa) tanította. 
Első együttese az általános iskolában alakult Astra zenekar volt, ezt követte a Little Rock Band. 16 évesen lett a Madam zenekar basszusgitárosa, amivel már komoly eredményeket értek el. Járták az országot a Balaton körül, és fellépési lehetőséghez jutottak a Budai Ifjúsági Parkban is. 1985-ben a Start Kiadó megjelentette egyik dalát egy korabeli válogatáslemezen. Ezt követte a Rizikó zenekar, amely funkys, jazz-rockos formáció volt országos turnékkal és két rádiófelvétellel.
A szombathelyi Dózis zenekarba 1988-ban érkezett Weinelt Gábor kiválását követően, itt négy évet töltött. Vida Ferenc 1992-es távozása után a Lord együttesbe hívták, de egy évre rá – Bujtás Ervin érkezése miatt – távozott. Ezután a Donor együttes következett, ami később – Sipőcz Ernő érkezésével – West néven futott tovább, majd hat évig a Sipőcz Rock Band basszusgitárosa volt.
A Szombathelyi Tanárképző Főiskolán alakult Varnyú Country együtteshez 1999-ben csatlakozott. Ezekben az években még a Sipőcz Rock Bandben is basszusgitározott párhuzamosan, de 2001-től kizárólag a Varnyú Country együttes tagja volt, 2017-ben is itt zenél Farkas Lászlóval (gitár), Németh Lászlóval (gitár), Kovács Jánossal (gitár, ének) és Sávoly Péterrel (dob). A zenekar külön értéket teremt azzal, hogy a divatos és technikailag egyszerű playback fellépések helyett igazi hangszeres játékkal, többszólamú énekléssel, kizárólag csak élő koncerteket ad. Gyakori fellépői sörfesztiváloknak, szabadtéri rendezvényeknek, de szívesen vállalnak fellépést kisebb helyeken, szűkebb közönség előtt is. Megalakulásuk óta számtalan rádió- és televíziós felvétel közreműködői voltak. Tizenkét országban koncerteztek, szinte egész Európát bejárva.
Fia Harangozó Marcell is a zenei pályát választotta, gitáros.
Hangszerei egy Cort B4 és egy Squier Jazz Bass gitár

## Zenekarok
- Madam (1982–1985)
- Rizikó (1985–1986)
- Dózis (1988–1992)
- Lord (1992–1993)
- Donor/West (1993–1994)
- Sipőcz Rock Band (1995–2001)
- Varnyú Country (1999-től napjainkig)

## Hanglemezek
- Első lépések (Madam) – Start – 1985
- Sipőcz Band – '72-'82 Kőszív (kazetta) – LMS Records – 1997
- Sipőcz Band – '72-'82 Kőszív (CD Album) – LMS Records – 1997
- Varnyú Country – Magánkiadás – 2003
- Szól a dalunk (Kobak Palánták) – Magánkiadás – 2013
- Karácsony dalban (Marci és Julcsi karácsonyi albuma) – Magánkiadás – 2014